# Washington (hrabstwo Eau Claire)
Washington – miasto w Stanach Zjednoczonych, w stanie Wisconsin, w hrabstwie Eau Claire.